# Visión de Costantino (Bernini)
La visión de Costantino es una estatua ecuestre realizada por Gian Lorenzo Bernini posicionada en la base de la Scala Regia del Palacio Apostólico de Ciudad del Vaticano.
Inicialmente encargada como una obra para instalar sin  vínculos especiales en el interior de la misma Basílica de San Pedro, la escultura fue concebida en 1670 después de que Bernini hubo trabajado durante mucho tiempo en la reconstrucción de la escalera, como parte integrante de la misma. A diferencia de muchas otras obras de la artista, los historiadores de arte coinciden en afirmar que esta escultura fue realizada prácticamente enteramente por él, entre otras razones, porque no figuran otros artistas retribuidos por tal encargo. Tan sólo Bernini, en consecuencia, cobró un total de 7 000 escudos romanos.

## Historia

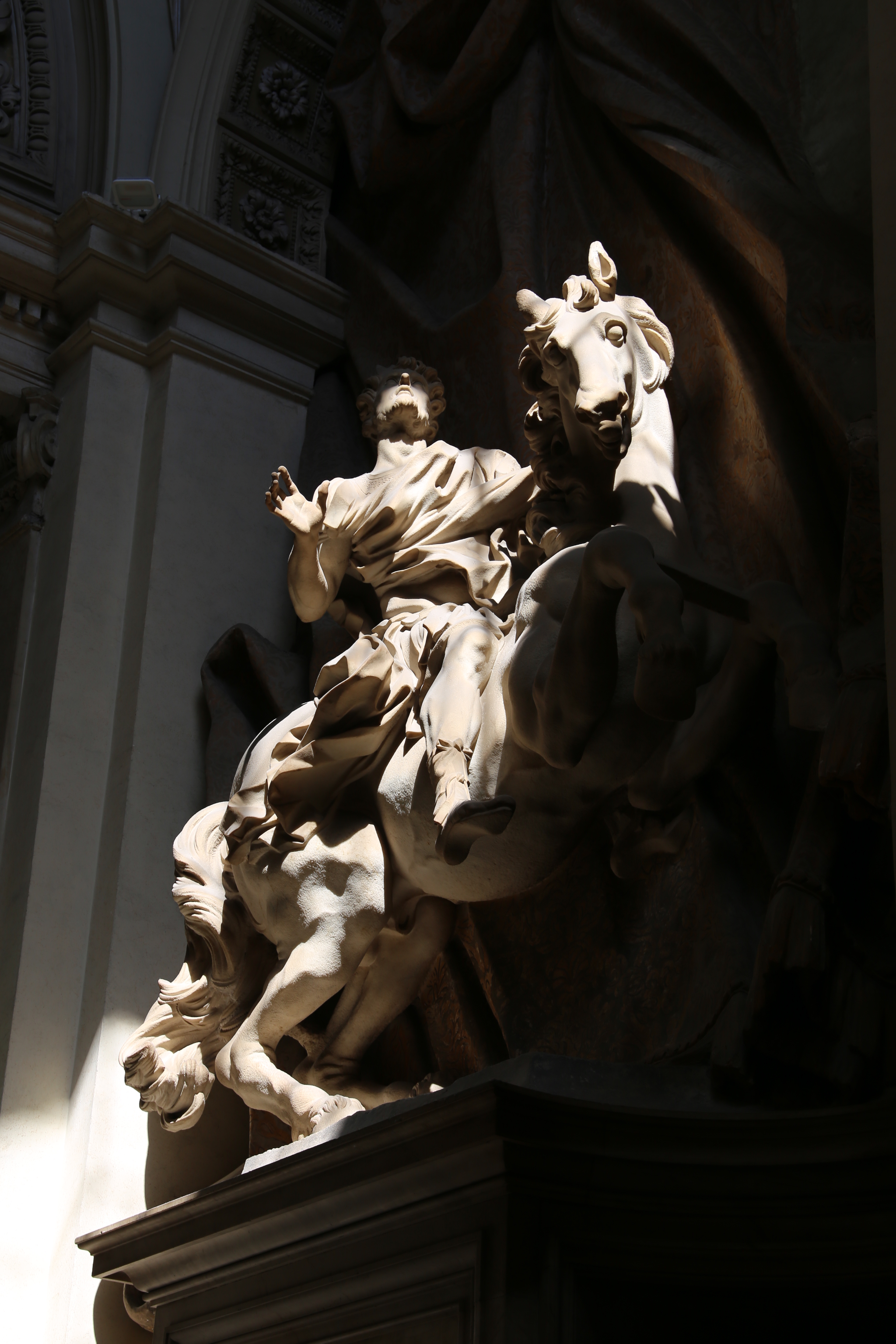
Vista lateral. La luz natural proveniente de la ventana inunda la figura de Costantino, contribuyendo a dar el efecto de la "visión".

La larga historia de la escultura comienza en 1654 cuando Bernini comenzó a trabajar en el Costantino, con mucha probabilidad tras un encargo realizado por el Papa Inocencio X. En el proyecto originario la estatua debía estar colocada en el interior de la Basílica de San Pedro. Cuando Alejandro VII subió al solio pontificio al año siguiente, el proyecto fue revitalizado: el papa, de hecho, garantizó a Bernini la llegada de un gran bloque de mármol que el artista habría podido utilizar para la fase preparatoria y la realización de bocetos. En cambio, por motivaciones no claras, el proyecto fue pospuesto, y Bernini no comenzó a trabajar sobre el bloque antes de 1662.
En los años sesenta de dicho siglo - no es conocido el momento exacto - se decidió posicionar la estatua ecuestre en la nueva Escalera Regia que el propio Bernini estaba proyectando. El escultor así pues continuó perfeccionando su obra, cambiando la misma en base a la nueva colocación. Se insertaron en el nicho grandes modelos de terracota, permitiendo así al artista observar el efecto de la composición final. A causa de las grandes dimensiones del nicho, la escultura se encontraba un poco abrumada: para hacer frente a esta problemática, Bernini decidió añadirle un gran paño con efecto dinámico y sinuoso, posicionado precisamente a espaldas de la estatua.  
Solucionado el inconveniente, Bernini pudo dar los últimos retoques a la obra, que finalizó en 1668. 
Se emplearon diez días para transportar la estatua del estudio de Bernini a la Escalera Regia y fue necesario también el empleo de guardias que vigilaran la obra por la noche. Fueron además utilizadas considerables cantidades de paja, cabrestantes, planchas y vigas para arrastrarla. La escultura se colocó en su posición actual el 12 de enero de 1669. Los trabajos arquitectónicos y decorativos (como por ejemplo, los referidos al paño de la figura) se continuaron refinando en 1669, así como el pulido de la obra misma.

## Descripción
La figura de Costantino, uno de los primeros emperadores  cristianos, era particularmente admirada por los papas subsiguientes, de modo particular suscitaba gran interés en el siglo XVII. Bernini, por lo tanto, eligió para la obra un  momento concreto de la vida de Costantino. 
Antes de la batalla contra el autoproclamado emperador Majencio, Costantino rezaba con sus soldados. En un momento del rezo, una cruz apareció en el cielo, por encima del sol, resplandeciente y con la frase En Hoc Signo Vinces, "con (bajo) este signo vencerás" precisamente. El milagro maravilló a Costantino y a sus tropas hasta tal punto que ellos, fortalecidos por la fe y la esperanza, hicieron cometer un error a Massenzio y a sus soldados en la batalla del Puente Milvio, después de la cual Costantino entró triunfalmente en Roma, concediendo la tolerancia religiosa y liberando en consecuencia los Cristianos de las persecuciones romanas.